# 令和2年度全国高等学校総合体育大会
令和2年度全国高等学校総合体育大会（れいわがんねんどぜんこくこうとうがっこうそうごうたいいくたいかい）は、2020年（令和2年）から2021年（令和3年）2月にかけて行われた全国高等学校総合体育大会である。
実施34競技のうち、30競技による夏季大会は2020年8月10日 - 8月28日を開催期間として関東ブロック北部4県を中心に全国21府県での分散開催が予定されていたが、新型コロナウイルス感染拡大の影響を受けて中止された。
12月以降開催の冬季大会4競技については、競技種目ごとに下記開催地および開催期間にてそれぞれ無観客開催等の対策のうえ実施された。

## 夏季大会
夏季大会は、群馬県を中心とする北関東で開催される予定であった。魅せろ躍動 北関東総体 2020として開催されスローガンは「夢を追う熱き思い今虹となれ」。開会式は8月18日に秋篠宮を迎えてALSOKぐんまアリーナで挙行予定であったが、2020年新型コロナウイルスにより中止となった。
本大会は同時期に開催の2020年東京オリンピック・パラリンピック（のちに2021年延期）の影響で、宿泊施設不足の懸念および同時期開催の第102回全国高等学校野球選手権大会と同じ8月10日から25日までの間に全日程を行わなければならないため、高体連は例外に全国各地での分散開催を認めることになる。さらに開催費用を寄付する「2020インターハイ基金」を設立。しかし開催1年前で4000万円の不足が発覚。高体連はクラウドファンディングで募ることになったが、2020年2月からの新型コロナウイルスの感染拡大で都道府県予選やブロック大会の中止や延期が相次いでおり、開催が危ぶまれた。その後、同年4月26日に臨時理事会で協議した結果、夏季大会については中止が決定した。

### 開催予定だった開催競技

#### 北関東

##### 群馬県
- 新体操（高崎アリーナ）
- サッカー（正田醤油スタジアム群馬（男子閉会式含む）、群馬県立敷島公園サッカー・ラグビー場（女子閉会式含む）、群馬県立敷島公園補助陸上競技場、前橋総合運動公園群馬電工陸上競技・サッカー場（男子のみ）、コーエィ前橋フットボールセンター（A・B・D面のみ）、ロード宮城総合運動場、群馬県立前橋工業高等学校グラウンド、石関公園グラウンド（男子のみ））
- レスリング（館林市城沼総合体育館）
- 登山（玉原越・鹿俣山、武尊山、アヤメ平、幕営地：みなかみ町水上宝台樹キャンプ場、片品村かたしな高原スキー場、審査：みなかみ町水上社会体育館、開会式：みなかみ町観光会館、閉会式：片品村文化センター）
- 空手道（ALSOKぐんまアリーナ）

##### 茨城県
- 水泳（競泳・飛込）（ひたちなか市山新スイミングアリーナ）
- バレーボール（女子）（結城市かなくぼ総合体育館、筑西市立下館総合体育館、古河市中央運動公園総合体育館、結城市民文化センターアクロス（開会式のみ））
- 弓道（アダストリアみとアリーナ）
- ウエイトリフティング（高萩市文化会館）

##### 栃木県
- 水泳（水球）（栃木県立温水プール館、栃木県立県南体育館（開会式のみ））
- バレーボール（男子）（宇都宮市体育館、栃木県立県南体育館、宇都宮市文化会館（開会式のみ））
- ホッケー（今市青少年スポーツセンター人工芝競技場、日光市ホッケー場、日光市丸山公園サッカー場、日光市今市文化会館（開会式のみ））

##### 埼玉県
- 少林寺拳法（埼玉県立武道館）

#### 分散での開催地競技
- 青森県：相撲[6]（十和田市総合体育センター）
- 岩手県
  - 卓球（奥州市総合体育館）
  - ハンドボール（花巻市総合体育館、花巻市民体育館、盛岡タカヤアリーナ、花巻温泉ホテル千秋閣（開会式のみ））
  - ボクシング（釜石市民ホール）
- 山形県:体操競技（酒田市国体記念体育館）
- 石川県
  - バスケットボール（いしかわ総合スポーツセンター）
  - 自転車競技（ロード：志賀町ロイヤルホテル能登駐車場発特設ロードレースコース、トラック：石川県立自転車競技場、トラック開会式：石川県立内灘高等学校体育館、ロード閉会式：志賀町総合体育館）
- 静岡県：陸上競技（エコパスタジアム）
- 三重県：アーチェリー（松阪市総合運動公園）
- 滋賀県: テニス（長浜バイオ大学ドーム、長浜市民庭球場）
- 京都府：ソフトテニス（福知山市三段池公園テニスコート、福知山市三段池公園総合体育館（開会式のみ））
- 大阪府：ボート（大阪府立漕艇センター）
- 兵庫県：柔道（グリーンアリーナ神戸）
- 岡山県：剣道（ジップアリーナ岡山）
- 広島県：ソフトボール（尾道市御調ソフトボール球場）
- 香川県：カヌー（坂出市府中湖カヌー競技場）
- 愛媛県：バドミントン（愛媛県武道館、愛媛県総合運動公園体育館、松山市総合コミュニティーセンター体育館）
- 長崎県：なぎなた（松浦市文化会館（競技：ふれあいホール、開会式：ゆめホール））
- 大分県：フェンシング（昭和電工武道スポーツセンター）
- ヨット: 和歌山セーリングセンター

## 冬季大会
令和2年度全国高等学校総合体育大会では、2020年（令和2年）12月から2021年（令和3年）2月にかけてスキー、スケート・アイスホッケー、ラグビーフットボール、駅伝の4競技が冬季大会として開催された。
- 駅伝[8]: 12月20日にたけびしスタジアム京都発着で開催。

### スキー大会
スキー大会は、第70回全国高等学校スキー大会として2021年2月6日 - 2月10日に長野県飯山市で開催された。スローガンは、「雪上の花 飯山の地で 全ての思いをとき放て」。
- 当初、全国高体連策定の「新型コロナウイルス感染拡大防止に関する基本方針」、中央競技団体策定の「感染拡大防止マニュアル」などに基づく感染症防止対策を計画していたが、1月25日の臨時組織委員会にていわゆる完全無観客の実施等の追加対策が決定した[9]。

#### 概要
- 主催：公益財団法人全国高等学校体育連盟、財団法人全日本スキー連盟、長野県、長野県教育委員会、飯山市、飯山市教育委員会
- 共催：読売新聞社
- 後援：スポーツ庁、公益財団法人日本スポーツ協会、日本放送協会（NHK）、公益財団法人長野県スポーツ協会、特定非営利法人飯山市スポーツ協会
- 主管：公益財団法人全国高等学校体育連盟スキー専門部、長野県高等学校体育連盟、公益財団法人長野県スキー連盟、飯山市スキークラブ
- 協力：陸上自衛隊（松本駐屯地 第13普通科連隊）

#### 実施競技・会場一覧
| 競技名 | 競技名                   | 競技名 | 会場地 | 会場                                                             |
| ------ | ------------------------ | ------ | ------ | ---------------------------------------------------------------- |
| スキー | アルペン                 |        | 飯山市 | 戸狩温泉スキー場 ジェットコース                                  |
| スキー | クロスカントリー         |        | 飯山市 | 長峰スポーツ公園 長峰クロスカントリースキーコース                |
| スキー | スペシャルジャンプ       |        | 飯山市 | 飯山シャンツェ                                                   |
| スキー | ノルディックコンバインド |        | 飯山市 | 飯山シャンツェ 長峰スポーツ公園 長峰クロスカントリースキーコース |

### スケート・アイスホッケー大会
スケート・アイスホッケー大会は、第70回全国高等学校スケート競技・アイスホッケー競技選手権大会として2021年1月21日 - 1月25日に長野県長野市、岡谷市、軽井沢町で開催された。スローガンは、「銀嶺の信濃に翔ける風となれ」。
- 当初、全国高体連策定の「新型コロナウイルス感染拡大防止に関する基本方針」、中央競技団体策定の「感染拡大防止マニュアル」などに基づく感染症防止対策を計画していたが、1月12日の臨時組織委員会にていわゆる完全無観客の実施等の追加対策が決定した[9]。

#### 概要
- 主催：公益財団法人全国高等学校体育連盟、公益財団法人日本スケート連盟、公益財団法人日本アイスホッケー連盟、長野県、長野県教育委員会、長野市、長野市教育委員会、岡谷市、岡谷市教育委員会、軽井沢町、軽井沢町教育委員会
- 共催：読売新聞社
- 後援：スポーツ庁、公益財団法人日本スポーツ協会、日本放送協会、公益財団法人長野県スポーツ協会、公益財団法人長野市スポーツ協会、公益財団法人岡谷市スポーツ協会、軽井沢町スポーツ協会
- 主管：公益財団法人全国高等学校体育連盟スケート専門部[10]、長野県高等学校体育連盟、長野県スケート連盟、長野県アイスホッケー連盟

#### 実施競技・会場一覧
| 競技名         | 競技名   | 会場地                       | 会場                               |
| -------------- | -------- | ---------------------------- | ---------------------------------- |
| スピード       |          | 長野市                       | 長野市オリンピック記念アリーナ     |
| フィギュア     |          | 長野市                       | 長野市若里多目的スポーツアリーナ   |
| アイスホッケー |          | 岡谷市                       | やまびこスケートの森アイスアリーナ |
| アイスホッケー | 軽井沢町 | 軽井沢風越公園アイスアリーナ |                                    |

### ラグビーフットボール大会
ラグビーフットボール大会は、第100回全国高等学校ラグビーフットボール大会として2020年（令和2年）12月27日 - 2021年（令和3年）1月9日に大阪府東大阪市の花園ラグビー場、花園中央公園多目的球技広場で開催された。
- 10月1日、開会式の中止が大会実行委員会より発表された[11]。
- 12月3日、全試合を無観客試合とすることが日本ラグビーフットボール協会より発表された[12]。

### 駅伝大会
駅伝競走大会は、男子第71回女子第32回全国高等学校駅伝競走大会として2020年12月22日に京都府京都市の京都市西京極総合運動公園陸上競技場発着、国立京都国際会館折り返しコースで開催された。